# Полынин, Фёдор Петрович
Фёдор Петро́вич Полы́нин (7 [20] октября 1906, Сухой Отрог, Самарская губерния — 21 ноября 1981, Москва), известен также как Фынь По — советский лётчик бомбардировочной авиации и военачальник, участник Великой Отечественной войны и других войн и военных конфликтов, Герой Советского Союза (14.11.1938), генерал-полковник авиации (1946), генерал брони (ПНР, 9 августа 1945 г.), Командующий ВВС ВС Польши (1944—1949).

## Биография
Окончил начальную школу. Работал грузчиком на волжских причалах, чернорабочим на заводе в Самаре.
В Красной Армии с октября 1928 года. Служил курсантом в полковой школе 101-го стрелкового полка, но уже в декабре 1928 года переведён в ВВС РККА. Окончил Объединённую школу лётчиков и авиационных техников в Вольске в 1929 году, 3-ю военную школу лётчиков и летнабов в Оренбурге. С июня 1931 года служил в авиационной бригаде Военно-воздушной академии РККА им. проф. Жуковского: инструктор, с июля 1933 — командир корабля. С ноября 1933 по октябрь 1934 года находился в командировке в зоне боевых действий в провинции Синьцзян, официально — обучал на месте китайских лётчиков и был военным советником. Но фактически также совершал боевые вылеты на самолётах Р-5 на бомбардировки войск, поднявших мятеж против правителя провинции Шэн Шицая, что помогло отбить попытку штурма Урумчи мятежниками.
После возвращения в СССР окончил курсы усовершенствования начальствующего состава при Военно-воздушной академии имени Н. Е. Жуковского в 1935 году. С мая 1935 года служил командиром корабля и авиаотряда в 23-я тяжелобомбардировочной эскадрилье при этой академии. В августе 1937 года вновь направлен в Восточный Китай в связи с началом Японо-китайской войны. С ноября 1937 по апрель 1938 участвовал в Японо-китайской войне. Там Полынин командовал Ханькоуской бомбардировочной авиагруппой (до 150 человек, из них 31 пилот и 31 штурман), летал на самолёте СБ. В Китае воевал под псевдонимом «Фынь По». Принимал участие в боевых действиях в районе Нанкина и других операциях. Особо отличился при бомбардировке японского аэродрома на острове Формоза (Тайвань) 23 февраля 1938 года, лично возглавив налёт 28-ми бомбардировщиков из своей группы. Не ожидавшие появления советской авиации в своём глубоком тылу и не соблюдавшие мер маскировки и противовоздушной обороны японцы понесли большие потери: сожжено 40 самолётов, ангары, хранилища топлива. Все бомбардировщики вернулись на базу.
Указом Президиума Верховного Совета СССР от 14 ноября 1938 года за мужество и героизм, проявленные во время боевых действий в Китае, командиру бомбардировочной авиационной группы полковнику Полынину Фёдору Петровичу присвоено звание Героя Советского Союза с вручением ордена Ленина.
С июня 1938 года — старший инспектор по технике пилотирования Управления ВВС РККА. Одновременно с января 1939 года был начальником авиатрассы по перегонке самолётов из СССР в Китай (по ней переброшено свыше 400 самолётов). С октября 1939 года — заместитель командующего ВВС Киевского Особого военного округа.
С началом Советско-финской войны в декабре 1939 года Ф. П. Полынин назначен на должность командующего ВВС 13-й армии. Активно участвовал в боевых действиях, руководил авиационной поддержкой войск.
С августа 1940 года — командир 13-й бомбардировочной авиационной дивизией в Западном Особом военном округе. Штаб дивизии располагался в Бобруйске.
На фронтах Великой Отечественной войны Полынин c июня 1941 года в должности командира 13-й бомбардировочной авиационной дивизии на Западном фронте. В тяжелейших условиях первых месяцев войны, как правило, без истребительного прикрытия, части дивизии активно боролись с наступавшими немецкими войсками в Белостокско-Минском и Смоленском оборонительных сражениях, неся при этом значительные потери. С августа 1941 года — командующий ВВС Брянского фронта, во главе которых участвовал в Рославльско-Новозыбковской наступательной операции и в битве за Москву. С мая 1942 года — заместитель командующего 2-й воздушной армии Брянского фронта, с сентября 1942 — заместитель командующего 6-й воздушной армии Северо-Западного фронта. С января 1943 — командующий 6-й воздушной армией на Северо-Западном, с февраля 1944 — на 2-м Белорусском, с апреля 1944 — на 1-м Белорусском фронтах. В 6-й армии участвовал в боевых действиях за Демянский котёл, в Демянской 1943 года, Старорусской, Невельской, Полесской, Белорусской наступательных операциях.
С октября 1944 — командующий ВВС Войска Польского. Польские авиационные части участвовали в Висло-Одерской, Восточно-Померанской и Берлинской наступательных операциях.
За время войны Полынин был шесть раз упомянут в благодарственных в приказах Верховного Главнокомандующего
После войны ещё два года командовал ВВС Польши. При этом 11 июля 1946 года ему присвоено воинское звание генерал-полковник авиации. С июня 1947 года — командующий 13-й воздушной армией (с 10.01.1949 г. — 76-я воздушная армия) в Ленинградском военном округе. С мая 1950 года — командующий 30-й воздушной армией (Прибалтийский военный округ). В октябре 1953 года снят с командования армией.
В январе 1954 года был направлен на учёбу, в 1955 году окончил Высшую военную академию им. К. Е. Ворошилова. С февраля 1956 года по август 1959 года — командующий 57-й воздушной армией (Прикарпатский военный округ). С августа 1959 по май 1971 года — начальник тыла ВВС и член Военного Совета ВВС СССР. С августа 1971 года — в отставке.
Жил в Москве. Работал в Центральном Доме авиации и космонавтики. Написал книгу воспоминаний.
Похоронен на Кунцевском кладбище Москвы (могила включена в Государственный список памятников истории и культуры города Москвы).
Супруга — Елена Самуиловна Майсюк. В браке родились дочери Ирина (1934) и Татьяна (1941) и сын Пётр (1949).

## Награды
СССР
- медаль «Золотая Звезда» Героя Советского Союза № 110 (14.11.1938);
- два ордена Ленина (14.11.1938, 03.11.1953[6]);
- орден Октябрьской Революции (20.10.1976);
- пять орденов Красного Знамени (25.11.1934[7], 15.04.1940, 10.11.1941, 17.04.1943, 20.06.1949[6], 1969);
- два ордена Кутузова 1-й степени (19.08.1944, 09.08.1945);
- Орден Кутузова 2-й степени (1957);
- орден Трудового Красного Знамени;
- два ордена Красной Звезды (03.11.1944[6], 1955)
- Медаль «За оборону Москвы»
- Медаль «За взятие Берлина»
- Медаль «За освобождение Варшавы»
- другие медали СССР

Польша
- Командорский крест ордена Возрождения Польши (1945)[8]
- Рыцарский крест ордена Возрождения Польши (6.10.1973)
- орден «Крест Грюнвальда» 2-й степени (1.10.1946)
- Рыцарский крест ордена Воинской доблести (19.12.1968)
- Серебряный крест ордена Воинской доблести (11.05.1945)
- Золотой Крест Заслуги (1946)
- Медаль «Победы и Свободы» (26.10.1945)
- Медаль «За Варшаву 1939—1945» (1945)
- Медаль «За Одру, Нису и Балтику» (1945)
- Золотая Медаль «За заслуги при защите страны»
- Медаль «На страже мира»

Монгольская Народная Республика
- Орден «За боевые заслуги» (6.07.1971)
- Медаль «30 лет Халхин-Гольской Победы» (15.08.1969)
- Медаль «50 лет Монгольской Народной Армии» (15.03.1971)
- Медаль «30 лет Победы над милитаристской Японией» (8.01.1976)

## Воинские звания
- капитан (14.03.1936)
- майор
- полковник
- комбриг (29.11.1939)
- генерал-майор авиации (4.06.1940)
- генерал-лейтенант авиации (28.05.1943)
- генерал-полковник авиации (11.07.1946)

## Память
- В мемориальном комплексе Вольского филиала Военной академии тыла установлена памятная плита в честь Героя.
- Присвоено звание «Почётный гражданин Балаковского муниципального образования» (решение Собрания депутатов Балаковского муниципального образования № 100 от 29 августа 2006 года).[9]

## Сочинения
- Полынин Ф. П. Боевые маршруты. — М.: Воениздат, 1972.